# Мајнардо (Авелино)
Мајнардо је насеље у Италији у округу Авелино, региону Кампанија.
Према процени из 2011. у насељу је живело 35 становника. Насеље се налази на надморској висини од 741 м.